# ギャラリーカー

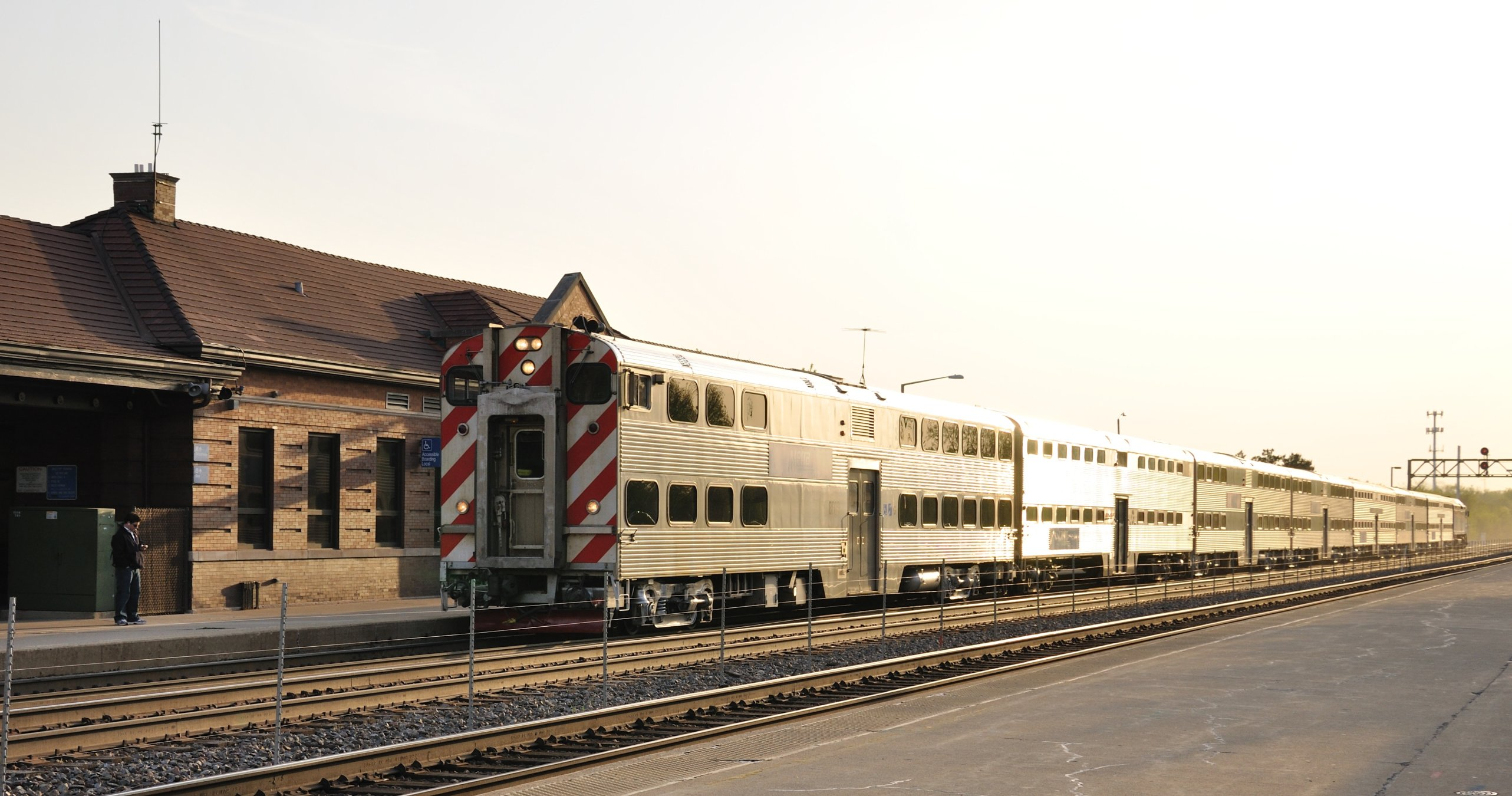
メトラで活躍するギャラリーカー

ギャラリーカー（英語: Gallery Car）は、アメリカ合衆国やカナダの鉄道路線で使用されている2階建て客車である。2階の中央部が吹き抜けになっており、客席や通路が左右に分かれているという特徴を持つ。

## 概要
シカゴ・バーリントン・アンド・クインシー鉄道（Chicago, Burlington and Quincy Railroad）が1949年にバッド社へ発注し、1950年から営業運転を開始して以降、様々な鉄道車両メーカーがシカゴやサンフランシスコなどアメリカ各地の鉄道事業者へ向けて製造を続けている2階建て客車。中央部に乗降用の両開き扉が存在し、その近くに2階への連絡用階段が存在する。また運転台が設置された制御客車も製造されており、起点・終点到着時の機関車の機回しを解消している。
最大の特徴は2階の中央部分が吹き抜けになっている事で、これにより車掌が階段を使わなくても2階席にいる乗客の検札が可能となっている。そのため、1階の座席配置が2+2人掛けのクロスシートなのに対し、2階は左右の階段付近にロングシートが、それ以外の箇所には1人掛けの座席が配置されている。
通勤輸送時の着席定員数増加を目的に設計された車両だが、長距離都市間輸送に使用された例も存在する。

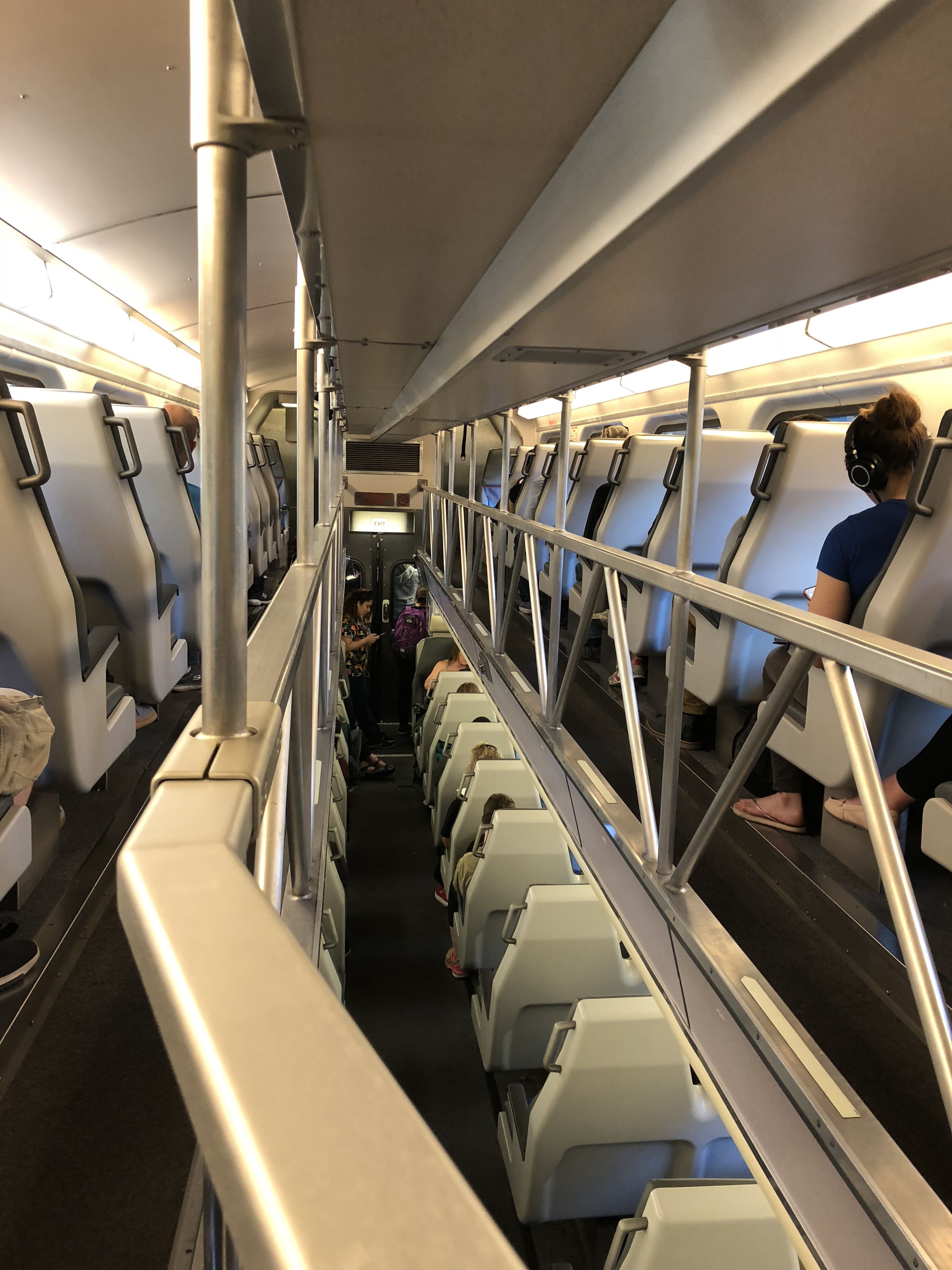
車内
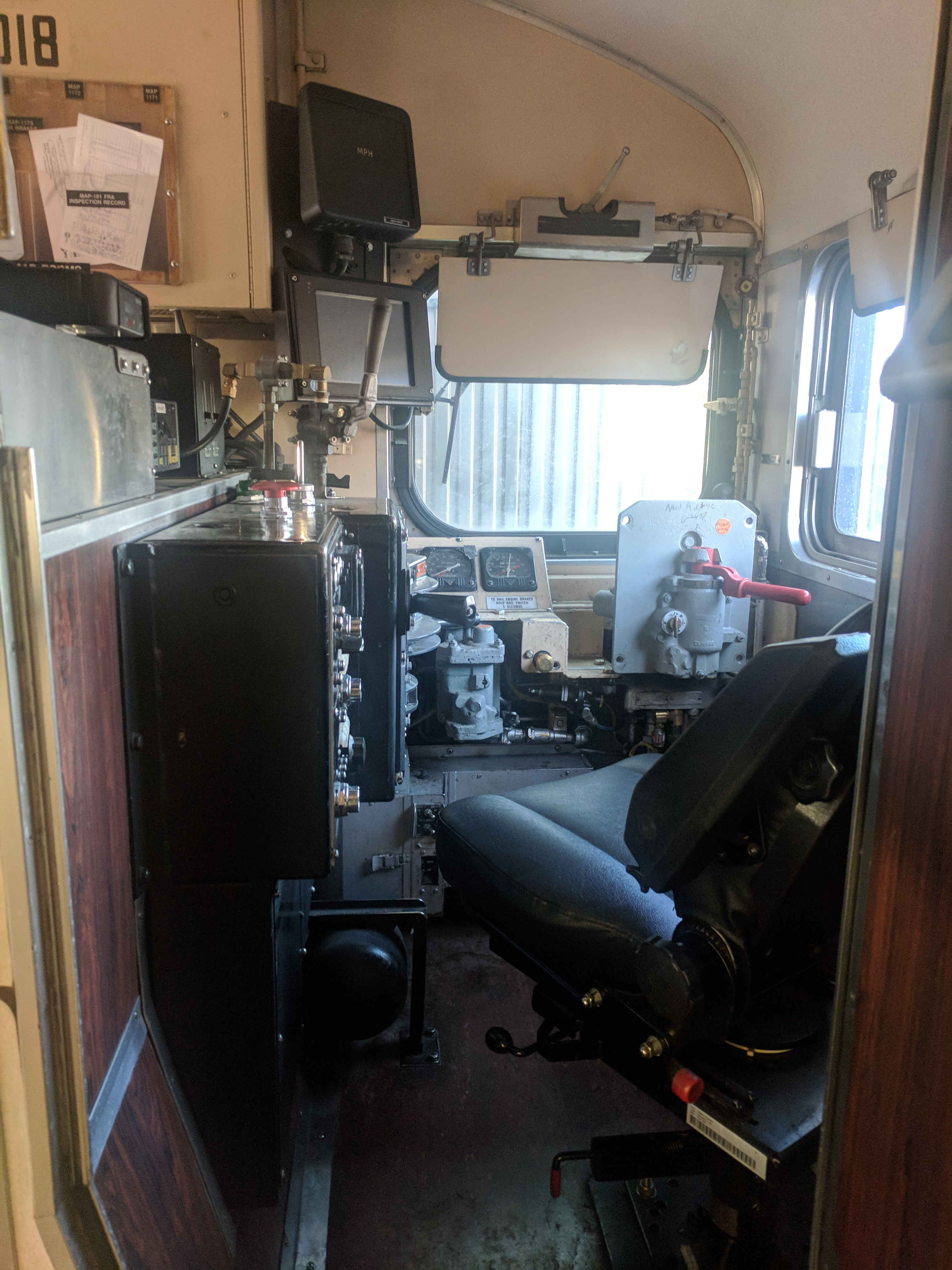
制御客車の運転台

## 種類

### バッド社製車両
ギャラリーカーの中で最初に導入され、以降製造される車両の基本となったステンレス製客車。シカゴ・バーリントン・アンド・クインシー鉄道（CB&Q）以外にミルウォーキー鉄道やシカゴ・ロック・アイランド・アンド・パシフィック鉄道にも導入されたが、それらはプッシュプル運転用の制御車や集中電源方式を採用しており、運行の効率化や車両の軽量化が実現している。

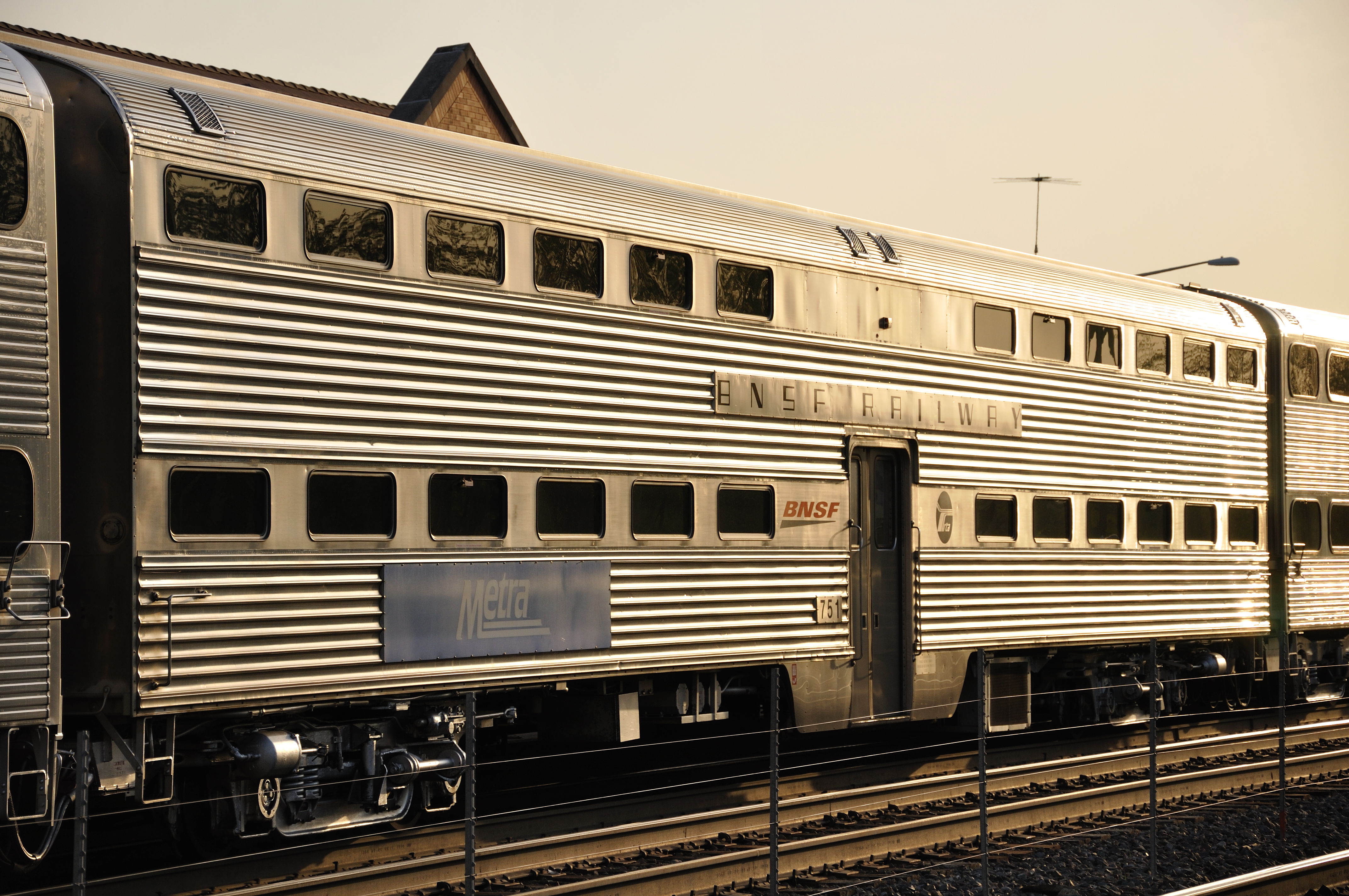
古いメトラギャラリーカー

| シリーズ | CB&Q向け車両         | ミルウォーキー鉄道向け車両 | ミルウォーキー鉄道向け車両 |
| -------- | -------------------- | -------------------------- | -------------------------- |
| 形式     | ？                   | ？                         | ？                         |
| 車番     | ？                   | ？（8両）                  | ？（32両）                 |
| 製造年   | 1949年               | 1960年                     | 1960年                     |
| 車種     | 客車                 | 制御客車                   | 客車                       |
| 軌間     | 1,435mm              | 1,435mm                    | 1,435mm                    |
| 着席定員 | 148人                | 156人                      | 162人                      |
| 全長     | 25,908mm （85ft）    | 25,908mm （85ft）          | 25,908mm （85ft）          |
| 全高     | 4.801mm （15ft 9in） | 4.801mm （15ft 9 1/2in）   | 4.801mm （15ft 9 1/2in）   |
| 自重     | 60.0t                | 48.4t                      | 45.6t                      |
| 参考     | [ 4 ] [ 6 ]          | [ 4 ] [ 6 ]                | [ 4 ] [ 6 ]                |

### セントルイス・カー・カンパニー、プルマン製車両
1955年にシカゴ・アンド・ノース・ウェスタン鉄道（C&NW, Chicago and North Western Transportation Company）に向けてセントルイス・カー・カンパニーやプルマンが製造したギャラリーカーは、バッド製とは異なり鋼製車体を有していた。続けて1958年以降プルマンに発注が行われた車両は、従来の客車に加え運転台を2階部分に設置した制御客車も製造された。これにより従来の機回しが不要となり、機関車とギャラリーカーの編成によるプッシュプル運転が開始された。当初は脱線を危惧する見方もあったが杞憂に終わり、北米各地にプッシュプル列車が多数登場するきっかけとなった。また、冷暖房や照明用の電源を機関車側に集中させる集中電源方式を採用しており、軽量化も実現した。
これらはバッド製など他社が製造した車両との混結が可能であり、シカゴの旅客列車などで多く見る事ができた。

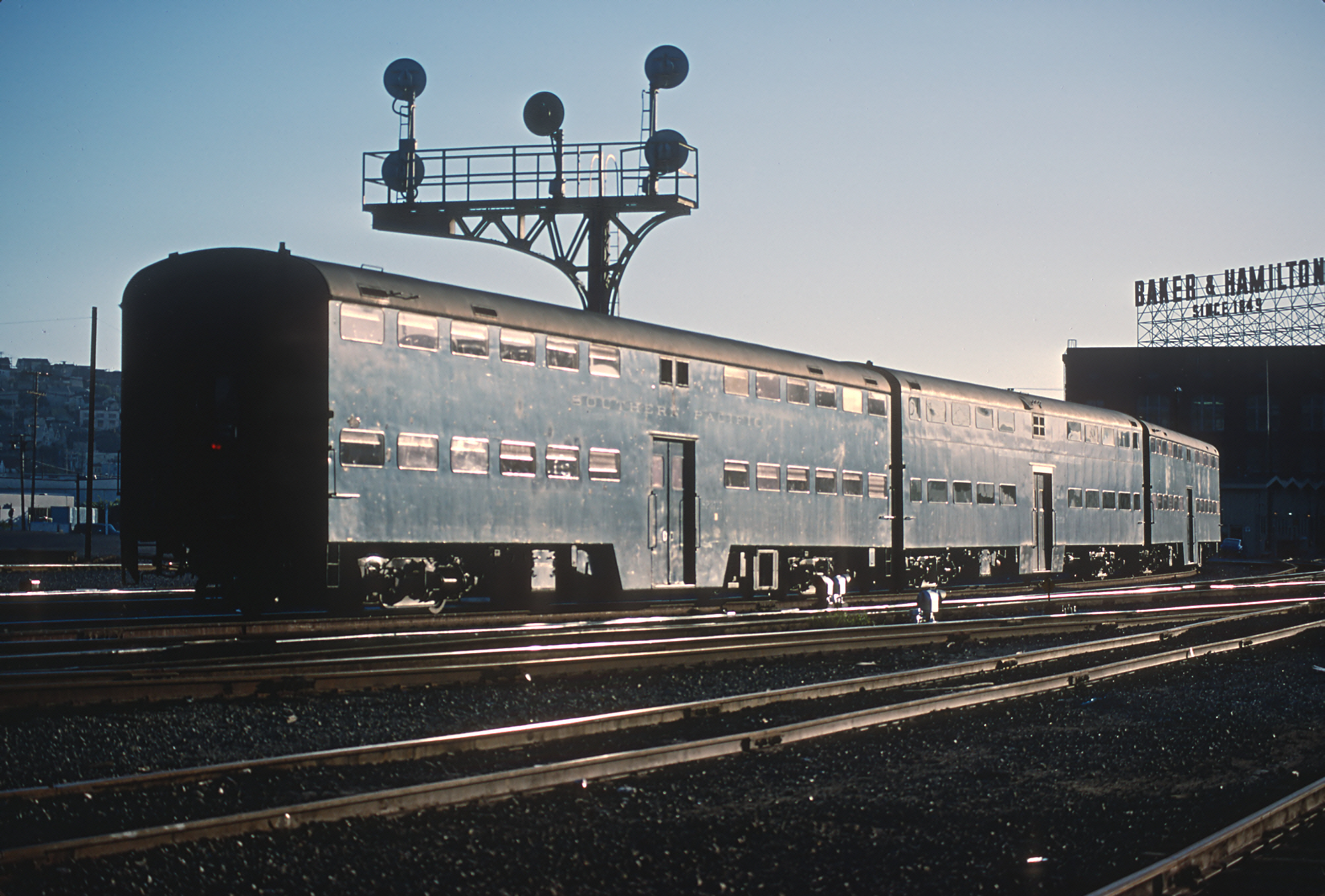
サザン・パシフィック鉄道（SP）が所有していたギャラリーカー
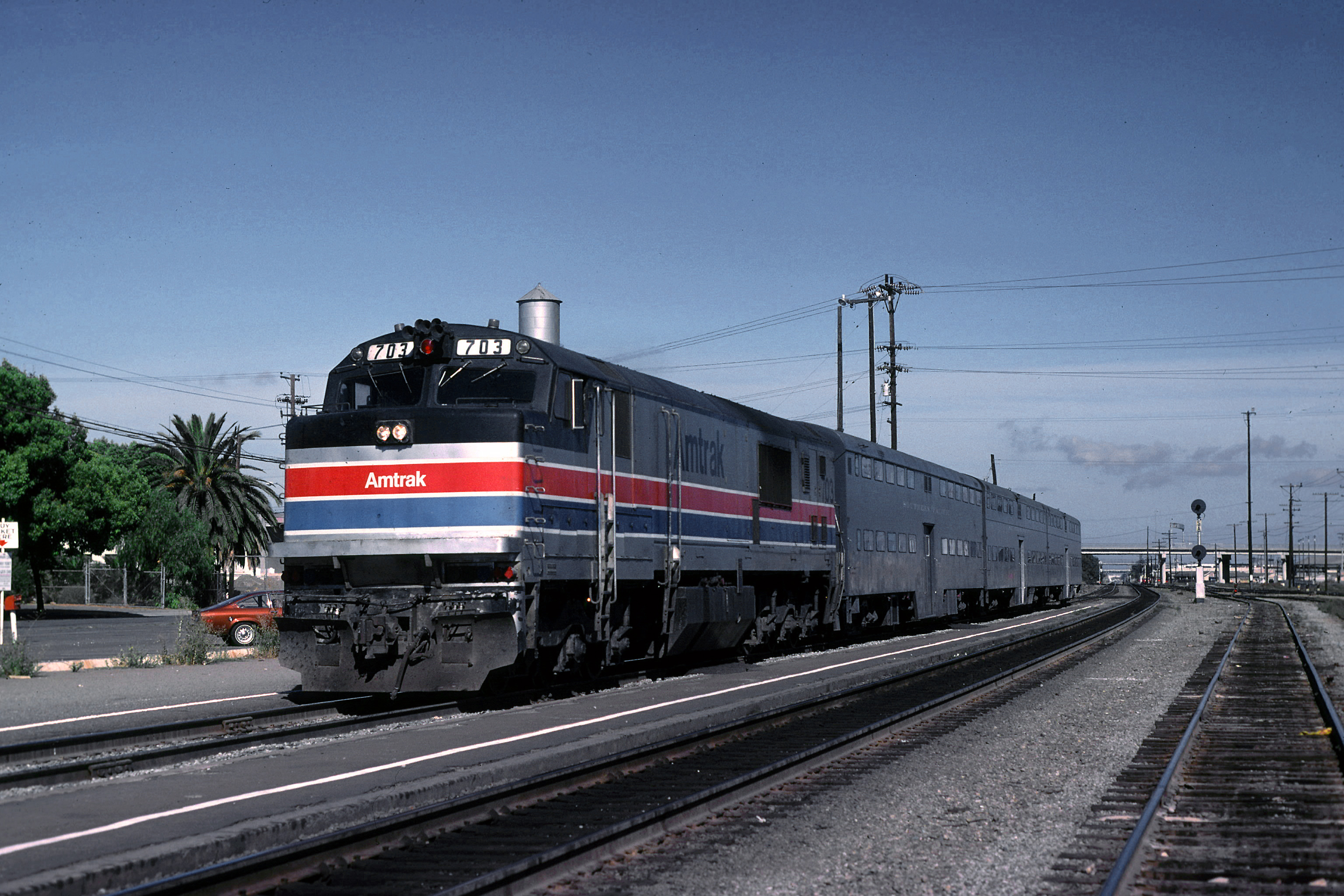
SPからアムトラックに受け継がれた車両も存在した
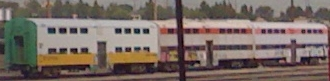
メトラに受け継がれた各鉄道のギャラリーカー
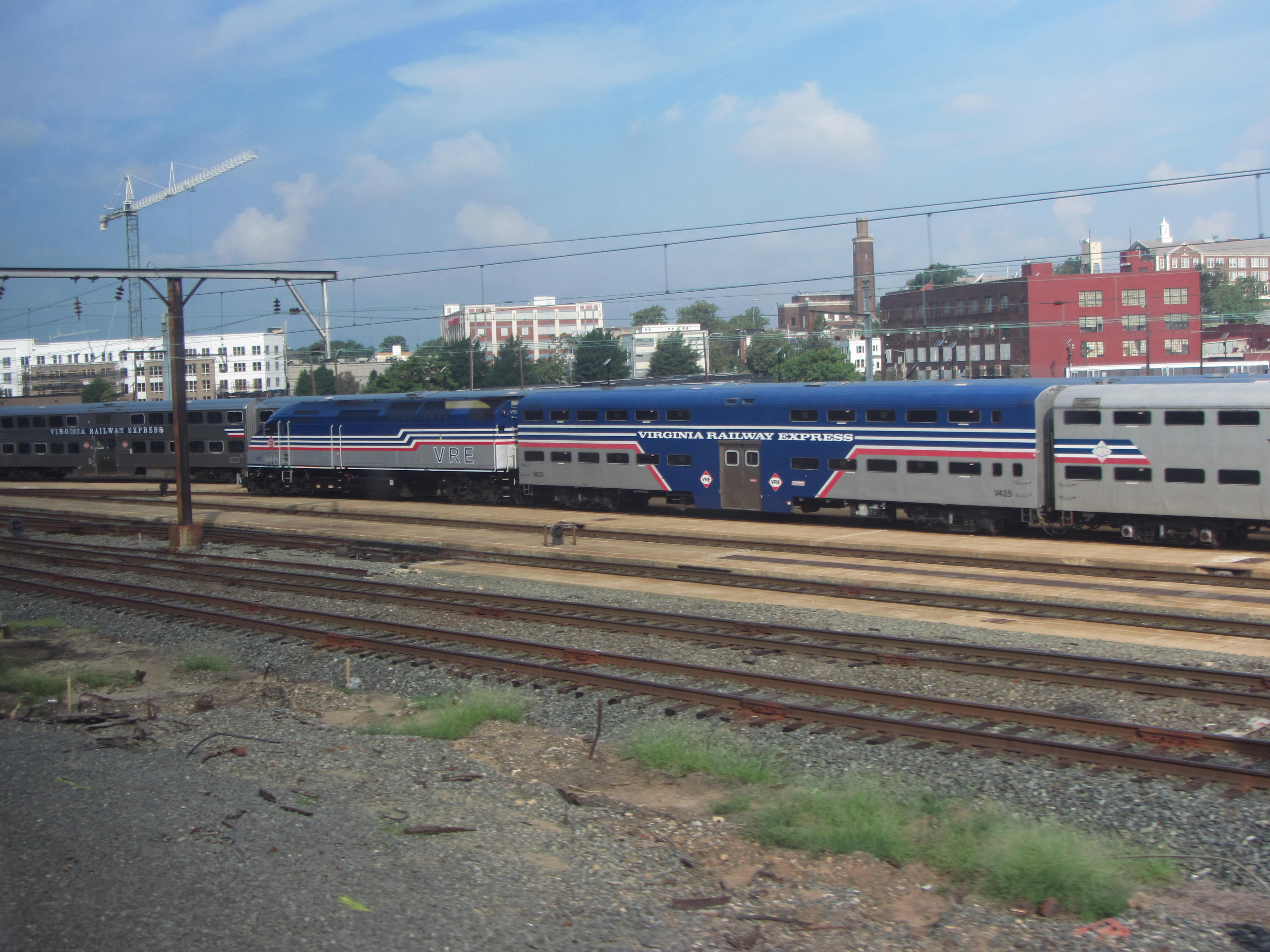
バージニア急行鉄道（VRE）に譲渡されたプルマン製車両

| シリーズ | C&NW向け車両 | C&NW向け車両    | C&NW向け車両    |
| -------- | ------------ | --------------- | --------------- |
| 形式     | ？           | ？              | ？              |
| 車番     | ？           | ？              | ？              |
| 製造年   | 1955年       | 1958年 - 1960年 | 1958年 - 1960年 |
| 車種     | 客車         | 制御客車        | 客車            |
| 軌間     | 1,435mm      | 1,435mm         | 1,435mm         |
| 着席定員 | 161人        | ？              | 161人           |
| 全長     | 約26m        | 約26m           | 約26m           |
| 全高     | 約4.8m       | 約4.8m          | 約4.8m          |
| 自重     | 63.5t        | ？              | 54.0t           |
| 参考     | [ 9 ]        | [ 9 ]           | [ 9 ]           |

### カナディアン・ヴィッカース製車両
ギャラリーカーはアメリカのみならずカナダにも導入されたが、そのうち1970年以降カナダ太平洋鉄道で営業運転を開始した9両（制御客車2両、客車7両）についてはカナダ国内のメーカーであるカナディアン・ヴィッカースがアメリカのバッドのライセンスによる製造を手掛けており、車体は軽量化を図るためステンレス製となっていた。
これらの車両は一時期トロントのGOトランジットにおいて試験的に運用されたことがあるものの、基本的にモントリオールを中心として運用され、後年は同所の近郊列車の運行の移管に合わせてモントリオール大都市圏交通局の保有となっていたが、ボンバルディア製の2階建て客車によって置き換えられ、2010年までに営業運転から撤退している。
| シリーズ       | カナダ太平洋鉄道向け車両 | カナダ太平洋鉄道向け車両 |
| -------------- | ------------------------ | ------------------------ |
| 形式           | 900形                    | 920形                    |
| 車番           | 900,901                  | 920 - 926                |
| 製造年         | 1969年                   | 1969年                   |
| 車種           | 制御客車                 | 客車                     |
| 軌間           | 1,435mm                  | 1,435mm                  |
| 着席定員       | 154人                    | 168人                    |
| 定員（立席含） | 184人                    | 198人                    |
| 全長           | 25,908mm （85ft）        | 25,908mm （85ft）        |
| 全高           | 2,777mm （9ft 11in）     | 2,777mm （9ft 11in）     |
| 自重           | 51.3t                    | 49.9t                    |
| 参考           | [ 11 ]                   | [ 11 ]                   |

### 日本車輌製造製車両
1984年にサンフランシスコの通勤鉄道・カルトレイン向けの車両を製造して以降、乗客増加への対応や旧型車両の置き換えによるギャラリーカーの新規製造は日本車輌製造によって行われている。車内のレイアウトや扉配置などはそれまでの車両と同じだが、1990年代以降に生産が行われた車両は車椅子リフトや車椅子対応トイレ、自転車置き場など利用客の需要に対応した設備や空間が備わっている。
また、ギャラリーカーを基に駆動装置や集電装置を搭載した2階建て電車も製造され、メトラ（ハイライナー）やサウスショアー線へ導入されている。
なお、これらの車両についてはバイアメリカン法が適用されており、多くの機器が米国メーカーによって生産されたものである他、最終組立も米国内で行われている。

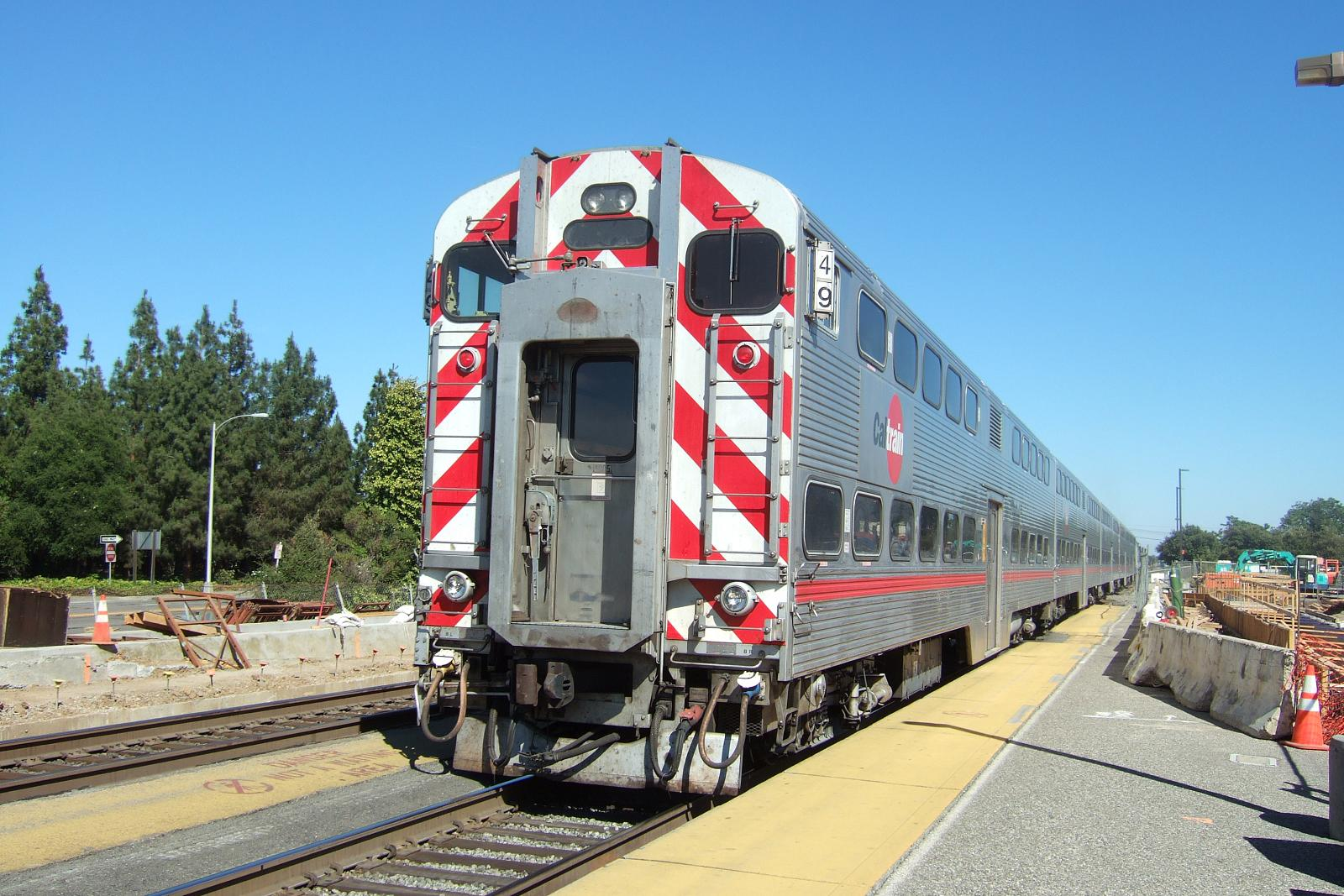
カルトレインに導入された日本車輌製車両
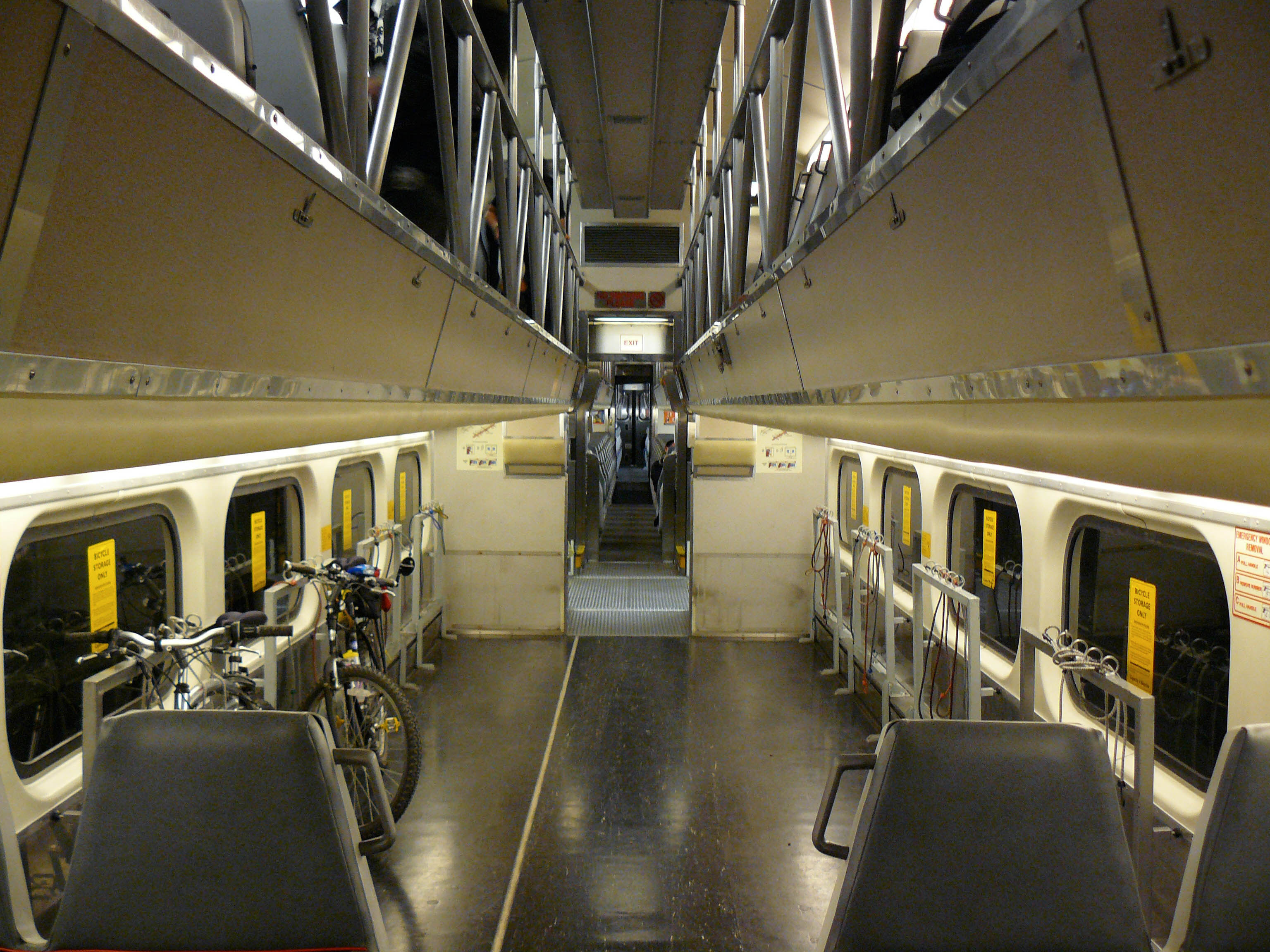
カルトレインの車両の一部は自転車が搭載可能である
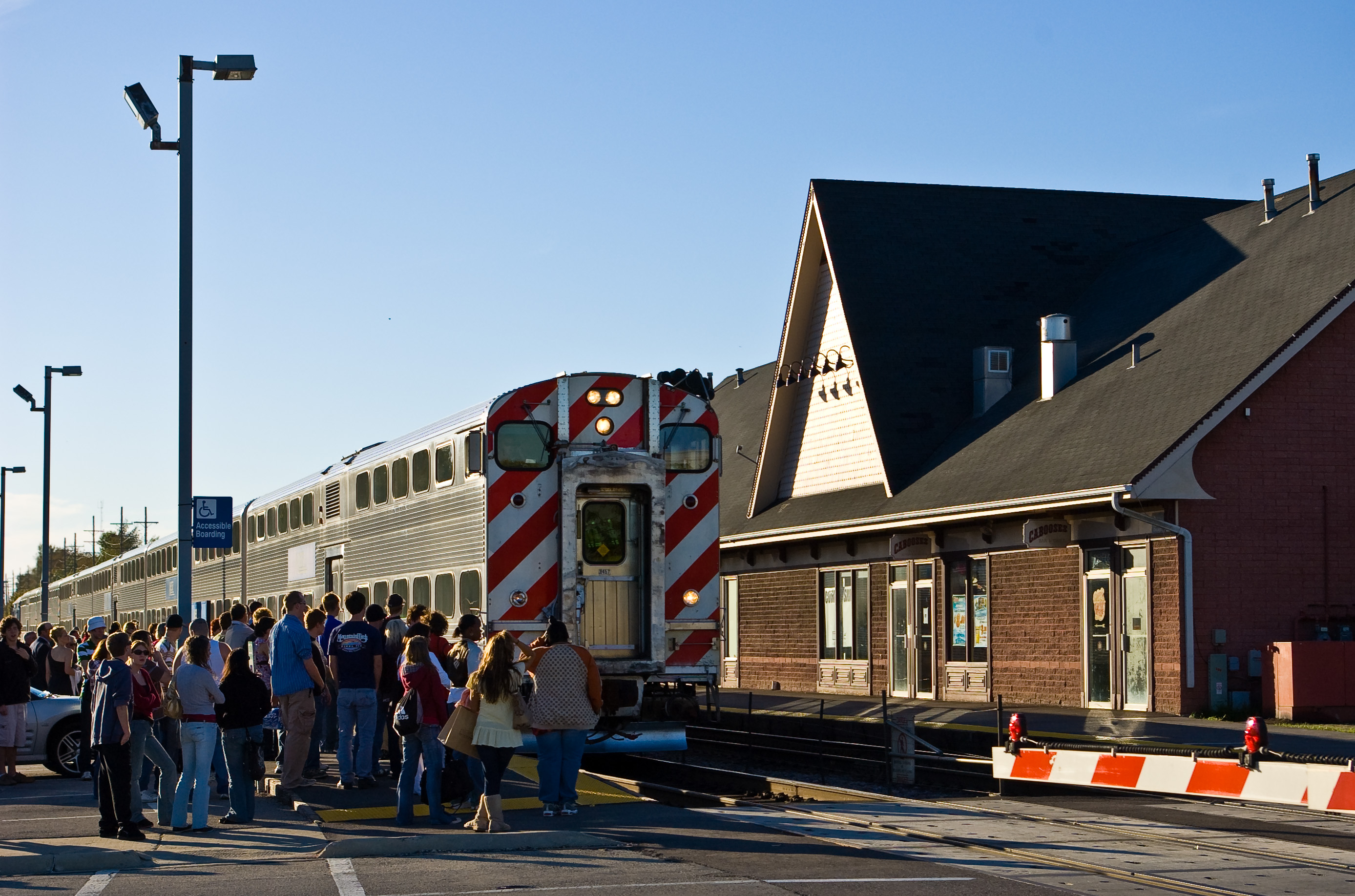
メトラで使用されている日本車輌製車両
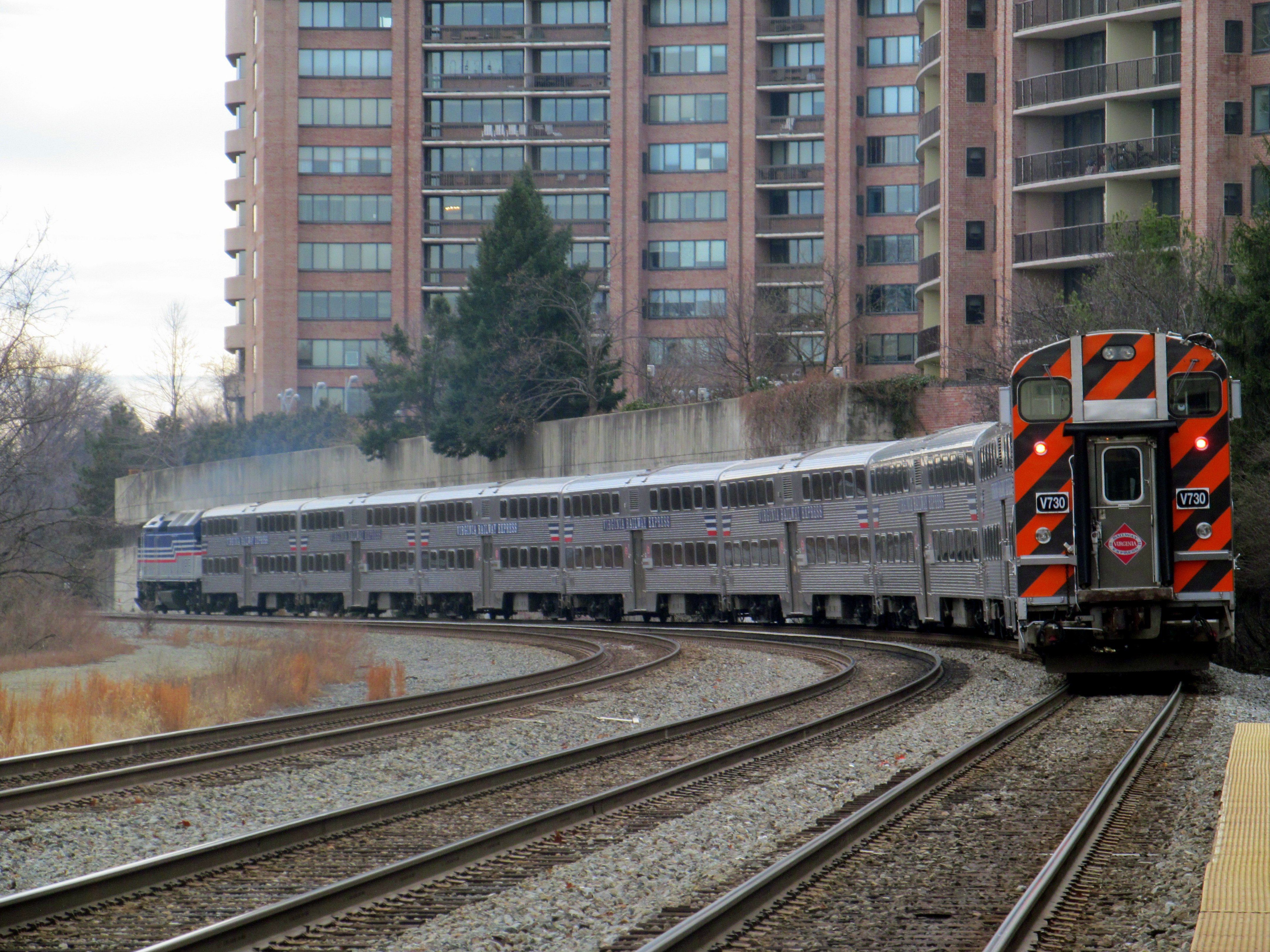
2006年以降バージニア急行鉄道（VRE）にも導入されている

| シリーズ              | メトラ向け車両                 | メトラ向け車両                 | メトラ向け車両                 | メトラ向け車両                 | メトラ向け車両                 | カルトレイン向け車両           | カルトレイン向け車両           | カルトレイン向け車両           | カルトレイン向け車両           | VRE向け車両                    | VRE向け車両                           |
| --------------------- | ------------------------------ | ------------------------------ | ------------------------------ | ------------------------------ | ------------------------------ | ------------------------------ | ------------------------------ | ------------------------------ | ------------------------------ | ------------------------------ | ------------------------------------- |
| 形式                  | 8400形                         | 7400形                         | 8500形                         | 6000形                         | 6400形                         | 4000形                         | 3800形                         | 4000形                         | 3800形                         | V710形                         | V800形                                |
| 製造年                | 1994年 - 1996年                | 1994年 - 1996年                | 2002年 - 2008年                | 2002年 - 2008年                | 2019年                         | 1984年 - 1987年                | 1984年 - 1987年                | 1999年                         | 1999年                         | 2006年 - 2017年                | 2006年 - 2017年                       |
| 車種                  | 制御客車                       | 客車                           | 制御客車                       | 客車                           | 客車                           | 制御客車                       | 客車                           | 制御客車                       | 客車                           | 制御客車                       | 客車                                  |
| 軌間                  | 1,435 mm                       | 1,435 mm                       | 1,435 mm                       | 1,435 mm                       | 1,435 mm                       | 1,435 mm                       | 1,435 mm                       | 1,435 mm                       | 1,435 mm                       | 1,435 mm                       | 1,435 mm                              |
| 着席定員 ＋車椅子台数 | 139人                          | 146人                          | 138人 ＋車椅子3台              | 145人 ＋車椅子3台              | 不明                           | 139人                          | 146人                          | 92人 ＋車椅子2台               | 122人 ＋車椅子2台              | 123、127人 ＋車椅子2台         | 140、124人 ＋車椅子2台                |
| 定員（立席含）        | 239人                          | 246人                          | 238人                          | 245人                          |                                |                                |                                |                                |                                | 223人                          | 240人                                 |
| 全長                  | 25,908 mm （85 ft）            | 25,908 mm （85 ft）            | 25,908 mm （85 ft）            | 25,908 mm （85 ft）            | 25,908 mm （85 ft）            | 25,908 mm （85 ft）            | 25,908 mm （85 ft）            | 25,908 mm （85 ft）            | 25,908 mm （85 ft）            | 25,908 mm （85 ft）            | 25,908 mm （85 ft）                   |
| 全幅                  | 2,992 mm （9 ft 9 25/32 in）   | 2,992 mm （9 ft 9 25/32 in）   | 2,992 mm （9 ft 9 25/32 in）   | 2,992 mm （9 ft 9 25/32 in）   | 不明                           | 2,992 mm （9 ft 9 25/32/in）   | 2,992 mm （9 ft 9 25/32/in）   | 2,992 mm （9 ft 9 25/32/in）   | 2,992 mm （9 ft 9 25/32/in）   | 2,992 mm （9 ft 9 25/32/in）   | 2,971.8 mm （9 ft 9 in）              |
| 全高                  | 4,836 mm （15 ft 10 13/32 in） | 4,836 mm （15 ft 10 13/32 in） | 4,836 mm （15 ft 10 13/32 in） | 4,836 mm （15 ft 10 13/32 in） | 4,836 mm （15 ft 10 13/32 in） | 4,836 mm （15 ft 10 13/32 in） | 4,836 mm （15 ft 10 13/32 in） | 4,836 mm （15 ft 10 13/32 in） | 4,836 mm （15 ft 10 13/32 in） | 4,836 mm （15 ft 10 13/32 in） | 4,836 mm （15 ft 10 13/32 in）        |
| 自重                  | 54.9 t                         | 52.6 t                         | 57.7 t                         | 55.1 t                         | 不明                           | 56.7 t                         | 55.4 t                         | 57.2 t                         | 56.0 t                         | 57.9 t                         | 57.6 t（トイレ有） 57.1 t（トイレ無） |
| 固定軸距              | 2,591 mm （8 ft 6 in）         | 2,591 mm （8 ft 6 in）         | 2,591 mm （8 ft 6 in）         | 2,591 mm （8 ft 6 in）         | 2,591 mm （8 ft 6 in）         | 2,591 mm （8 ft 6 in）         | 2,591 mm （8 ft 6 in）         | 2,591 mm （8 ft 6 in）         | 2,591 mm （8 ft 6 in）         | 2,591 mm （8 ft 6 in）         | 2,591 mm （8 ft 6 in）                |
| 車輪径                | 838 mm （33 in）               | 838 mm （33 in）               | 838 mm （33 in）               | 838 mm （33 in）               | 不明                           | 914.4 mm （36 in）             | 914.4 mm （36 in）             | 914.4 mm （36 in）             | 914.4 mm （36 in）             | 838 mm （33 in）               | 838 mm （33 in）                      |
| 運転最高速度          | 126 km/h （79 mph）            | 126 km/h （79 mph）            | 126 km/h （79 mph）            | 126 km/h （79 mph）            | 不明                           | 160 km/h （100 mph）           | 160 km/h （100 mph）           | 126 km/h （79 mph）            | 126 km/h （79 mph）            | 126 km/h （79 mph）            | 126 km/h （79 mph）                   |
| 参考                  | [ 17 ]                         | [ 17 ]                         | [ 15 ]                         | [ 15 ]                         | [ 18 ] [ 19 ]                  | [ 14 ]                         | [ 14 ]                         | [ 20 ]                         | [ 20 ]                         | [ 21 ] [ 22 ] [ 23 ]           | [ 21 ] [ 22 ] [ 23 ]                  |

## 関連項目

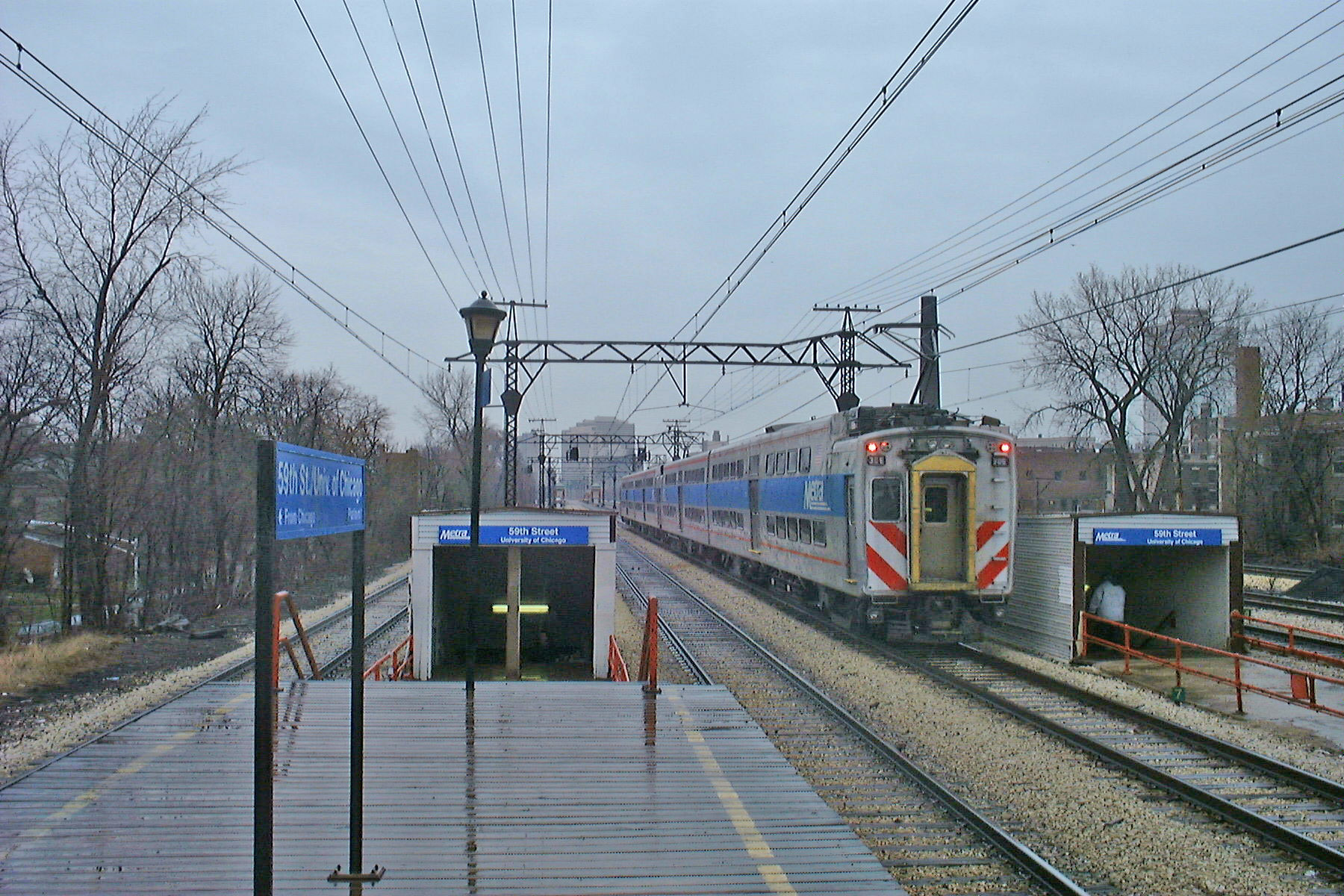
セントルイス・カー・カンパニー製ハイライナー
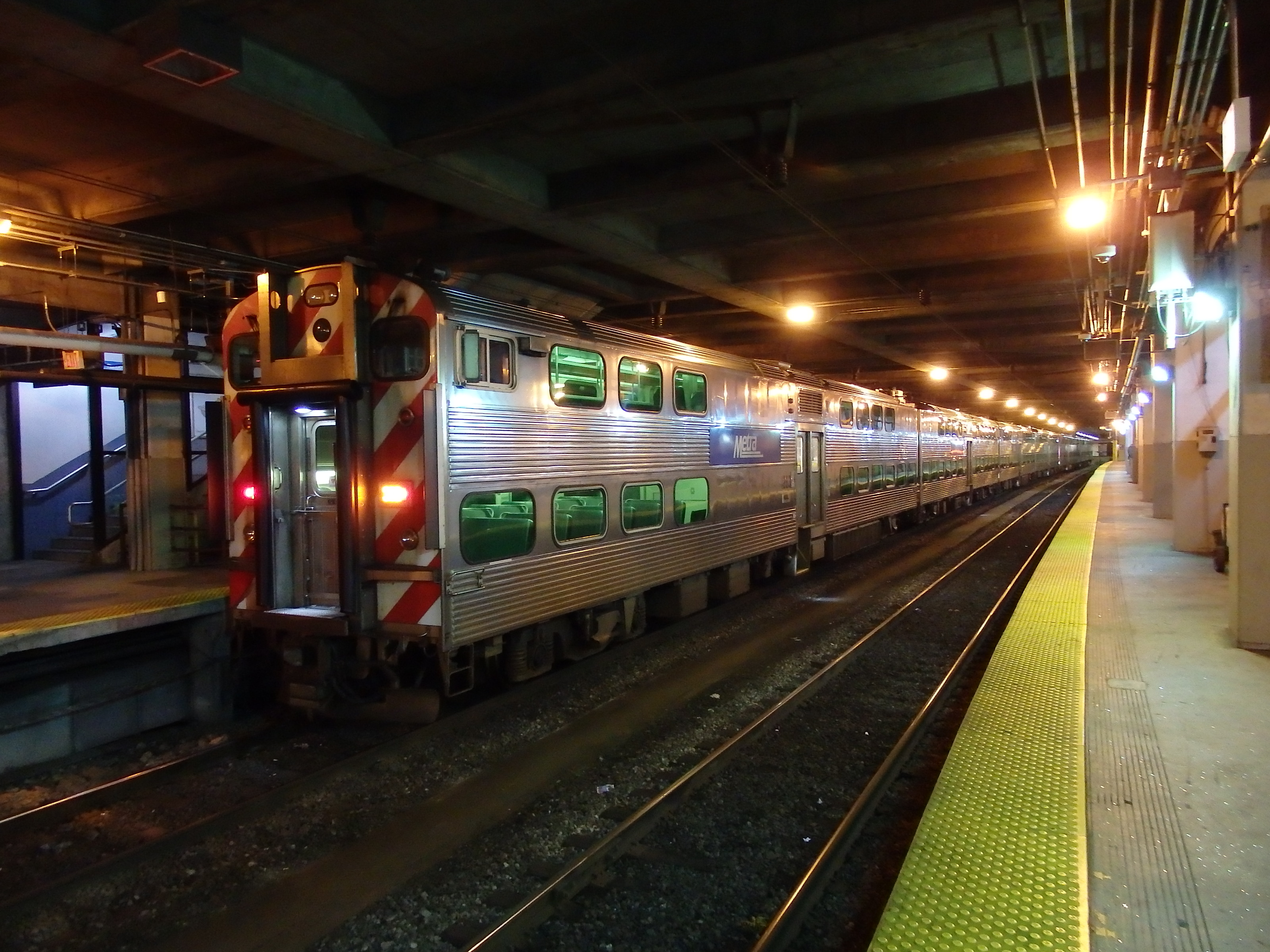
日本車輛製ハイライナー
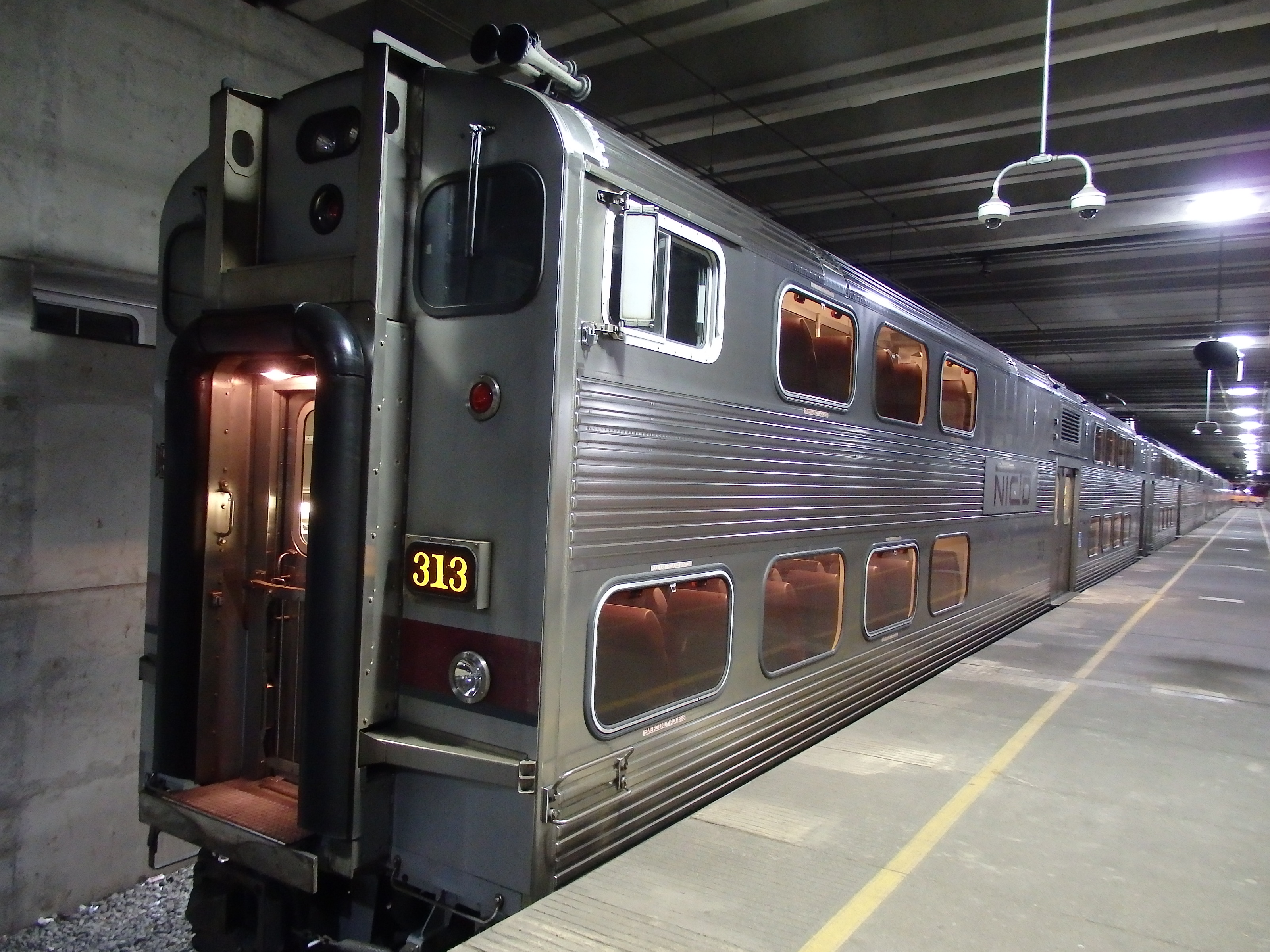
ハイライナーを基に日本車輌が製造したサウスショアー線用2階建て電車
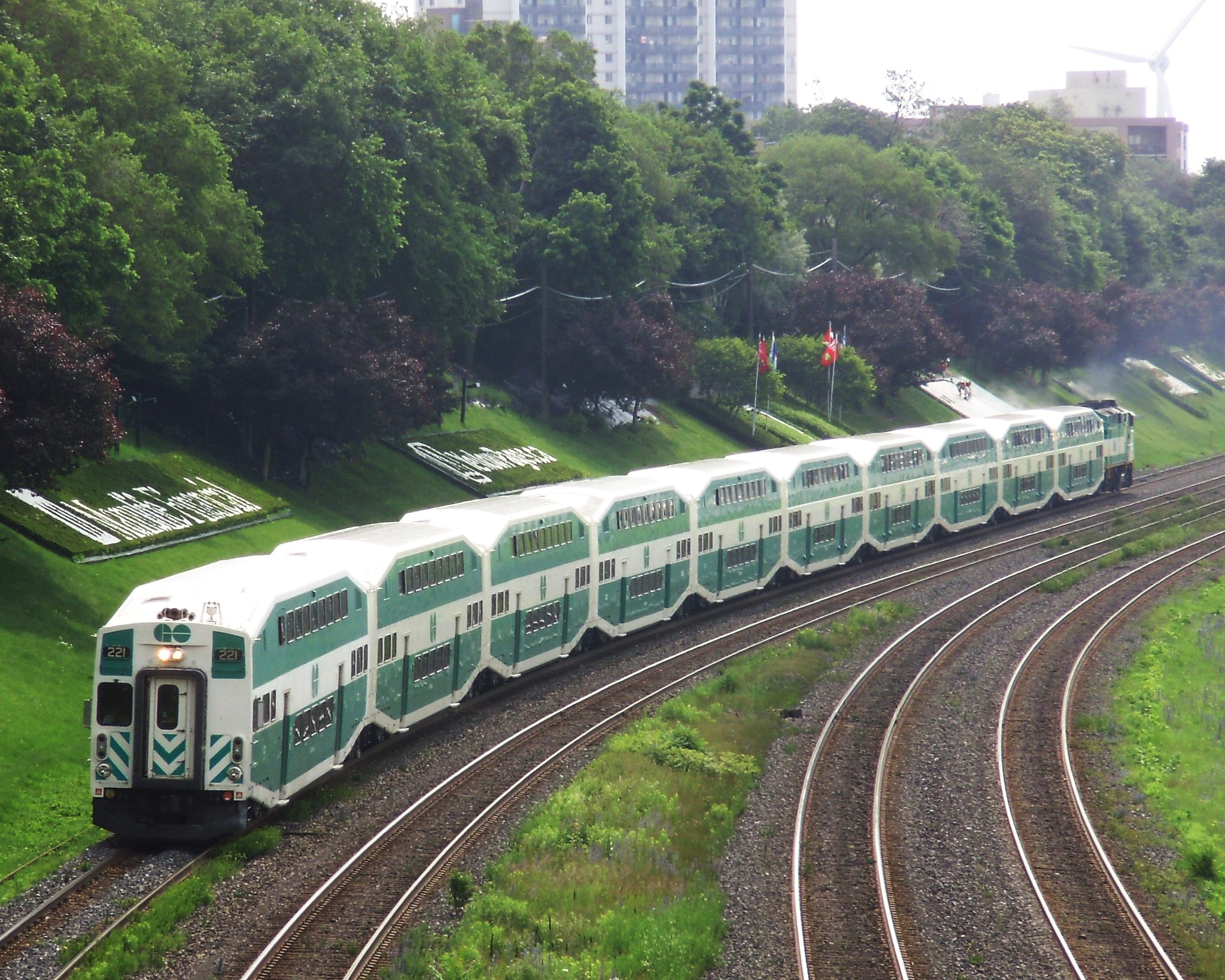
GOトランジットに導入されているバイレベル・コーチ